# Cuy-Saint-Fiacre

Cuy-Saint-Fiacre este o comună în departamentul Seine-Maritime, Franța. În 1 ianuarie 2022 avea o populație de 631 de locuitori.